# Zack Snyder's Justice League (soundtrack)
Zack Snyder's Justice League is de originele soundtrack van Tom Holkenborg, ook bekend als Junkie XL voor de gelijknamige film uit 2021. Het album werd uitgebracht door WaterTower Music op 18 maart 2021, dezelfde dag als de release van de film.
Holkenborg componeerde de muziek van de film. Hij had eerder een volledige filmmuziek voltooid voor de bioscoopversie van Justice League, voordat hij werd vervangen door Danny Elfman na het vertrek van Zack Snyder en de aankomst van Joss Whedon. Toen Holkenborg begin 2020 opnieuw werd ingehuurd om de muziek van de film te componeren, besloot hij opnieuw te beginnen en een gloednieuwe soundtrack te maken voor de film, die uit vierenvijftig nummers bestaat en drie uur en 54 minuten duurt. De lengte van de partituur brak het lang gekoesterde 3-uurrecord van de Ben-Hur uit 1959 met bijna een vol uur en werd daarmee de langste partituur in de filmgeschiedenis.
De eerste single van de soundtrack, "The Crew at Warpower" werd uitgebracht op 17 februari 2021. Holkenborg heeft deze partituur omschreven als een "volkslied" voor Zack Snyder's Justice League. De tweede single, "Middle Mass" werd uitgebracht op 12 maart 2021. Holkenborg beschreef de partituur als "soms volledig elektronisch en soms volledig orkestraal", met elementen van rock en trap.
Het begin van de film bevat een traditioneel IJslands nummer "Vísur Vatnsenda-Rósu" van Yong Aus Galeson, terwijl latere scènes de nummers "Distant Sky" en "There Is a Kingdom" van Nick Cave and the Bad Seeds gebruiken. Geen zijn opgenomen op de soundtrack. Allison Crowe's cover van het Leonard Cohen-nummer "Hallelujah" speelt tijdens de aftiteling als eerbetoon aan Autumn Snyder.

## Tracklijst
Alle muziek is geschreven door Tom Holkenborg, tenzij anders vermeld.
| 1.                  | Song to the Siren (Rose Betts)                            | Tim Buckley & Larry Beckett                                                              | 3:17  |
| 2.                  | A Hunter Gathers                                          |                                                                                          | 7:57  |
| 3.                  | Migratory                                                 |                                                                                          | 0:57  |
| 4.                  | Things Fall Apart                                         |                                                                                          | 1:04  |
| 5.                  | Wonder Woman Defending / And What Rough Beast             | Hans Zimmer, Mark Andrew Wherry, Melissa Muik, Robert Badami, Steve Mazzaro & Holkenborg | 7:20  |
| 6.                  | World Ending Fire                                         |                                                                                          | 9:23  |
| 7.                  | Middle Mass                                               |                                                                                          | 1:18  |
| 8.                  | Long Division                                             |                                                                                          | 1:13  |
| 9.                  | No Paradise, No Fall                                      |                                                                                          | 4:11  |
| 10.                 | The Center Will Not Hold, Twenty Centuries of Stony Sleep | Zimmer & Holkenborg                                                                      | 8:56  |
| 11.                 | As Above, So Below                                        |                                                                                          | 2:28  |
| 12.                 | No Dog, No Master                                         |                                                                                          | 8:14  |
| 13.                 | Take This Kingdom by Force                                |                                                                                          | 1:44  |
| 14.                 | A Splinter from the Thorn That Pricked You                | Zimmer & Holkenborg                                                                      | 1:09  |
| 15.                 | Cyborg Becoming / Human All Too Human                     |                                                                                          | 10:35 |
| 16.                 | The Path Chooses You                                      |                                                                                          | 2:12  |
| 17.                 | Aquaman Returning / Carry Your Own Water                  |                                                                                          | 8:22  |
| 18.                 | The Provenance of Something Gathered                      |                                                                                          | 1:14  |
| 19.                 | We Do This Together                                       |                                                                                          | 12:57 |
| 20.                 | The Will to Power                                         |                                                                                          | 5:20  |
| 21.                 | Smoke Become Fire                                         |                                                                                          | 1:39  |
| 22.                 | I Teach You, the Overman                                  | Zimmer & Holkenborg                                                                      | 4:19  |
| 23.                 | A Glimmer at the Door of the Living                       |                                                                                          | 1:01  |
| 24.                 | How We Achieve Ourselves                                  |                                                                                          | 1:43  |
| 25.                 | The Sun Forever Rising                                    |                                                                                          | 1:31  |
| 26.                 | Underworld                                                | Zimmer & Holkenborg                                                                      | 5:49  |
| 27.                 | Superman Rising, Pt. 1 / A Book of Hours                  | Zimmer & Holkenborg                                                                      | 2:40  |
| 28.                 | Beyond Good and Evil                                      |                                                                                          | 4:24  |
| 29.                 | Monument Builder                                          |                                                                                          | 2:29  |
| 30.                 | Monument Destroyer                                        |                                                                                          | 6:08  |
| 31.                 | Urgrund                                                   | Zimmer & Holkenborg                                                                      | 1:49  |
| 32.                 | So Begins the End                                         |                                                                                          | 4:49  |
| 33.                 | The House of Belonging                                    | Zimmer & Holkenborg                                                                      | 2:37  |
| 34.                 | Earthling                                                 | Zimmer & Holkenborg                                                                      | 3:24  |
| 35.                 | Flight Is Our Nature                                      |                                                                                          | 1:54  |
| 36.                 | Indivisible                                               |                                                                                          | 2:33  |
| 37.                 | And the Lion-Earth Did Roar, Pt. 1                        |                                                                                          | 5:22  |
| 38.                 | And the Lion-Earth Did Roar, Pt. 2                        |                                                                                          | 5:32  |
| 39.                 | Superman Rising, Pt. 2 / Immovable                        | Zimmer & Holkenborg                                                                      | 1:55  |
| 40.                 | At the Speed of Force                                     |                                                                                          | 4:20  |
| 41.                 | My Broken Boy                                             |                                                                                          | 2:16  |
| 42.                 | That Terrible Strength                                    |                                                                                          | 1:51  |
| 43.                 | An Eternal Reoccurrence of Change                         |                                                                                          | 1:45  |
| 44.                 | We Slay Ourselves                                         |                                                                                          | 5:52  |
| 45.                 | Your Own House Turned to Ashes                            | Benjamin Wallfisch, Zimmer, Mazzaro & Holkenborg                                         | 3:16  |
| 46.                 | All of You Undisturbed Cities                             | Zimmer, Wherry, Muik, Badami & Holkenborg                                                | 6:15  |
| 47.                 | The Art of Preserving Fire                                |                                                                                          | 1:27  |
| 48.                 | The Crew at Warpower                                      |                                                                                          | 6:49  |
| 49.                 | The Foundation Theme (from Zack Snyder's Justice League)  |                                                                                          | 2:08  |
| 50.                 | Batman, a Duty to Fight / To See                          |                                                                                          | 5:30  |
| 51.                 | Batman, an Invocation to Heal / To Be Seen                |                                                                                          | 8:36  |
| 52.                 | Wonder Woman, a Call to Stand / A World Awakened          | Zimmer, Wherry, Muik, Badami, Mazzaro & Holkenborg                                       | 5:10  |
| 53.                 | Flash, the Space to Win / Our Legacy Is Now               |                                                                                          | 11:14 |
| 54.                 | Hallelujah (Allison Crowe)                                | Leonard Cohen                                                                            | 6:11  |
| Totale duur: 234:09 |                                                           |                                                                                          |       |